# Tephrosia arnhemica
Tephrosia arnhemica är en ärtväxtart som beskrevs av Cyril Tenison White. Tephrosia arnhemica ingår i släktet Tephrosia och familjen ärtväxter. Inga underarter finns listade i Catalogue of Life.